# 黃得溫
黃得溫（1414年—1473年），字伯理，江西贛州府信豐縣人，軍籍，治《書經》，年三十五歲中式正統十三年戊辰科第三甲第八十四名進士。五月十四日生，行十二，曾祖黃原輔；祖黃彥清；父黃信初；母楊氏。具慶下，妻劉氏，兄從兄得（陰陽訓術）；德寬；德裕，弟德柔；德良。由國子生中式江西鄉試第五十八名舉人，會試中式第十一名。